# بافوده دانسوکو
بافوده دانسوکو (انگلیسی: Bafodé Dansoko؛ زادهٔ ۲۸ دسامبر ۱۹۹۵) بازیکن فوتبال متولد فرانسه اهل گینه است.
وی همچنین در تیم‌های ملی فوتبال زیر ۲۱ سال فوتسال فرانسه، تیم ملی فوتسال فرانسه و گینه بازی کرده است.